# 西螺大橋
西螺大橋是台灣公路橋樑，前身在日治時期稱濁水溪大橋，位於彰化縣與雲林縣之間，橫跨濁水溪下游，以華倫式桁架橋設計，連接北端之溪州鄉、南端之西螺鎮二地的交通。1952年完工時，西螺大橋是僅次於美國舊金山金門大橋的世界第二大橋，也是當時全台灣最長的橋樑，被譽為「遠東第一大橋」。

## 諸元
- 橋長：1,939.03公尺。
- 橋寬：7.32公尺。
- 橋台：南、北共2座。
- 橋孔：31孔。
- 橋墩：30座[a][3][4]。
- 基礎：橢圓形沉箱，長端11公尺、短端3.5公尺、深20.3公尺[1]。
- 橋身：下承式華倫式穿式鋼桁架，美國鋼鐵公司製造，通車時灰綠色塗裝，1962年1月23日完成重漆為灰色[6]，1986年8月更換紅色塗裝[7]。

## 歷史

### 興建背景
濁水溪為台灣中部重要分界河，由於河面廣闊，16世紀歐洲人所繪之台灣地圖，甚至誤將台灣分為北、南兩島。台灣日治時期前期，跨越濁水溪的橋梁，僅有中、下游交界處（二水鼻子頭、林內觸口為界）的縱貫鐵路濁水溪橋，未有公路或人行橋梁跨過，長期以來，兩岸人民渡溪須利用竹筏或轉乘鐵路，甚至於從滔滔濁流之溪水，擇淺以渡，若遇上溪水暴漲，則嚴重影響兩地交通，故一直有架橋之議。台灣總督府土木局曾構想在縱貫鐵路濁水溪橋東側一旁架設同高度的人行木板橋，寬度8尺，但無疾而終。
1920年代起，臺灣的產業經濟及文化日漸發達，而臺灣總督府也陸續改良貫穿南北的縱貫道路，並建成跨越各大溪流的公路橋，到1935年底，縱貫道路全線只剩下濁水溪與下淡水溪（今高屏溪）無法通行汽車，因此，地方人士奮力向政府陳情建橋：
- 1934年9月：斗六實業協會提案興建濁水溪橋梁[11]。
- 1935年：
  - 5月4日：西螺街召開「濁水溪西螺橋架設期成街民大會」[12]。
  - 7月13日：北斗郡轄內北斗街長、二林街長、溪州長，赴臺中州請願架橋[13]。
- 1936年：
  - 3月22日，員林商工會定期總會中，江纘禹提案組織濁水溪架橋期成同盟會，與北斗街、西螺街合作推動大橋建設[14]。
  - 4月10日，臺灣總督府交通局道路港灣課長松本虎太至臺中州員林郡、北斗郡視察縱貫道路工程，員林街民眾推舉臺、日籍街庄長與地方仕紳，向松本課長陳情興建濁水溪橋[15]。
  - 4月19日，西螺街實業會廖添德副會長、廖仍、廖振茂、劉英賢等人向虎尾郡守陳情濁水溪西螺橋架設[16]。
  - 5月24日，「濁水溪人道橋架設期成同盟會」在西螺成立，由臺南州虎尾郡、北港郡、東石郡、臺中州員林郡、北斗郡居民組成，西螺街長廖重光任會長，會中決議要求臺灣總督府建設大橋[17][18]。
  - 6月25日，架橋期成同盟會長廖重光、北斗郡守那須重德、虎尾郡守高木秀雄（日语：高木秀雄）、西螺街長永井英輔、北斗街長陳章琪、溪州庄長鄭添益等人就興建濁水溪公路橋事，聯袂至臺北市，向臺灣總督府總務長官平塚廣義陳情[19]。

### 興建歷程

#### 日治時期
- 1937年：

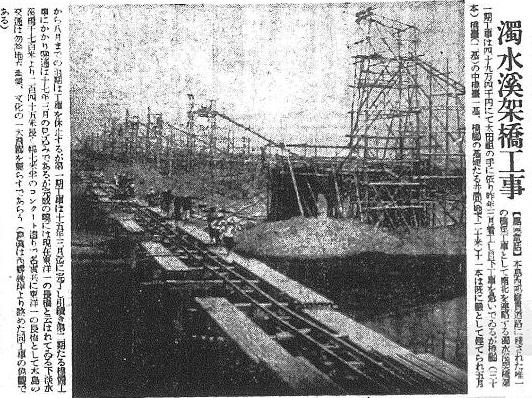
戰前1939年3月《臺灣日日新報》濁水溪建橋工程一景（虎尾郡西螺端）

  - 2月，臺灣總督府交通局道路港灣課擬定工程費320萬圓，以五個年度完成濁水溪公路橋[20]。
  - 12月23日，橋梁工程由太田組得標[21]。
- 1938年（昭和12年）春，發包興建濁水溪大橋[2][5]，預定1942年3月竣工[4]，主要的建設部分為橋墩，方法是先以鐵條綁出橢圓形空心板模，接著灌漿抽沙來加重重量使板模下沉，如此反覆作業[3]，使每座橋墩的基樁高度約二層樓高。
- 1941年，30座橋墩與南、北2座橋台完工[22]。之後因戰爭鋼材挪作他用而中止建設，成為未成道路。

#### 中華民國時期
- 1946年，臺灣省參議會議員李崇禮、劉傳來、李友三、黃純青等人提案，要求政府續建西螺大橋。俟後，省參議會副議長李萬居提案請撥美援以完成西螺大橋，以及前日治西螺街長廖重光、北斗鎮民代表會、台中縣參議會、西螺鎮長李應鏜、溪湖鎮民代表會等等均請政府早日續建大橋[22]。
- 1950年1月26日，臺灣省政府邀集相關廳處首長、立法委員至西螺鎮勘察橋梁續建，決定除了以省府預算建橋之外，並函請美國經濟合作總署協助經援撥款[23]。
- 1951年春，美國國務院核准130萬美元購買鋼材，協建大橋，款項匯予申請人西螺鎮長李應鏜，轉交西螺橋工程處[18][23][24]。
- 1952年：
  - 5月8日，大橋在美援資助製造的鋼桁梁運抵台灣後再度開工，分別由經濟部資源委員會[c]機械工程處、台灣機械公司自北、南兩端配合菲律賓技工向橋梁中間架設，而為了避免地震影響架橋，工程採用鷹架工法施工[26][27]。
  - 11月26日，全部31孔桁梁架成，後續施作橋面鋪設工程。

### 竣工通車

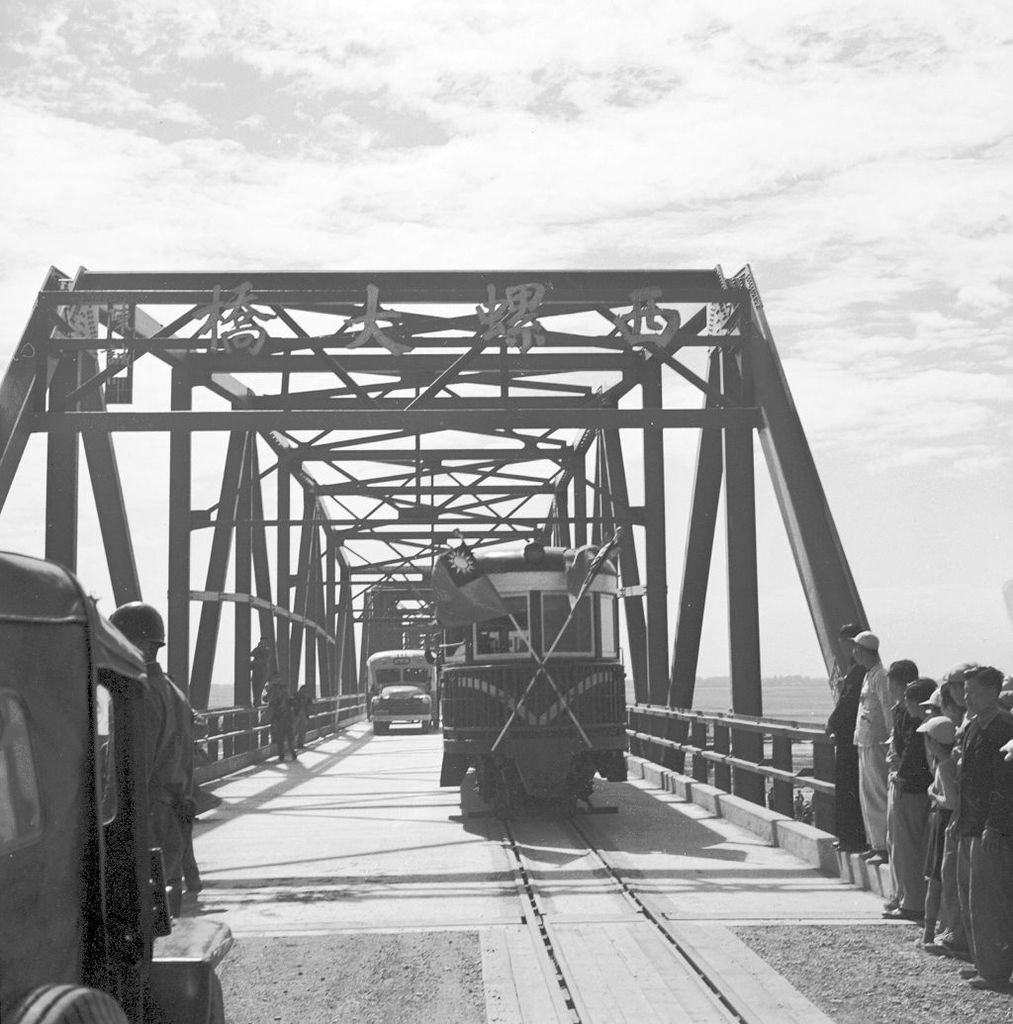
1953年1月28日西螺大橋通車一景（彰化縣溪州端）

西螺大橋於1952年12月25日完工，1953年1月28日正式通車，由臺灣省主席吳國楨主持通車典禮、行政院長陳誠剪綵、美國共同安全總署中國分署署長施幹克（Hubert G. Schenck）為橋名牌揭幕。典禮主要貴賓尚有交通部長賀衷寒、臺灣省臨時省議會議長黃朝琴、省交通處長侯家源、美國駐中華民國公使藍欽（Karl L. Rankin）、駐台美軍顧問團長蔡斯（William C. Chase）、日本建設省道路局長富樫凱一、西螺橋工程處長洪紳等人。
西螺大橋完工當時是僅次於美國舊金山金門大橋的世界第二大橋，也是當時遠東第一大橋，亦使日治時期即定線的縱貫道路全線通車，具有經濟和軍事的雙重意義。
該橋於1953年1月29日起向通行之汽機車徵收通行費，是為台灣橋梁收費之始。另外，橋上亦併設臺灣糖業鐵路，形成鐵公路同行現象，為臺糖鐵路南北平行預備線最晚完工的一段，惟1979年以妨礙交通為由拆除。

## 近況
1994年，中沙大橋與西螺大橋間的溪州大橋完工後，台1線縱貫公路改經溪州大橋，西螺大橋改隸縣道145號，轉為供小型車、機車、自行車通行的便橋。2000年曾被提議此橋老舊應予拆除，在彰化縣政府與雲林縣政府的努力下，使西螺大橋轉型為觀光大橋。2001年10月31日與2005年1月27日，雲林縣及彰化縣政府分別將西螺大橋列入該縣的歷史建築。而台中大甲媽祖每年農曆三月前往嘉義縣新港鄉遶境進出雲林必走西螺大橋，是少數開放大型車行駛西螺大橋的特例。2013雲林農業博覽會期間獲選為百大亮點。

### 橋墩改建

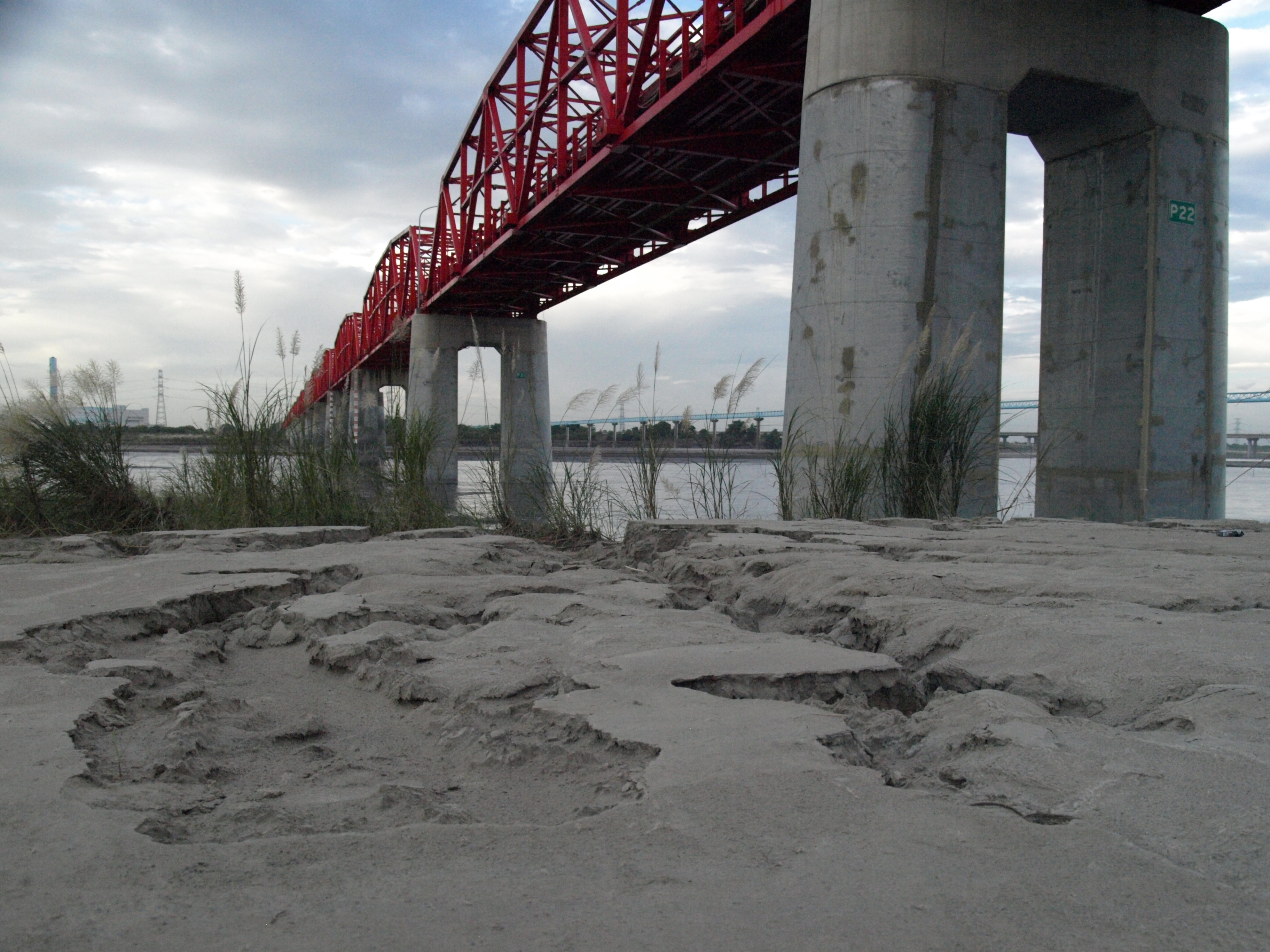
西螺大橋改建後的P10～P25號各橋墩

1990至2000年代受濁水溪砂石開採與歷年颱風豪雨影響，西螺大橋河床下降，溪水沖刷加劇，使該橋沉箱基礎嚴重裸露，有安全疑慮，所以交通部公路總局（今交通部公路局）辦理「西螺大橋橋墩換底工程」，2004年9月7日開工，拆除原日治時期建造的P10～P25號橋墩及其基礎，重建新基礎與新墩。第一期重建流心處P13～P20號8座橋墩，第二期重建北側P10～P12號與南側P21～P25號共8座橋墩，改建期間以臨時鋼架支撐橋面，未影響橋上交通，全部工程於2011年竣工。
為配合日治時期橋墩樣式，重建的新橋墩為二墩柱組成，一墩柱斷面分別由直徑3.5公尺之半圓及寬度隨柱高以1/20斜率漸變的矩形斷面構成。橋墩重建後，可確保西螺大橋安全、保留文化資產及地方觀光資源。

### 封橋維修
西螺大橋已通行超過七十年，鋼樑出現銹蝕，橋底的水泥產生剝落，橋面伸縮縫隆起，造成民眾摔車，負責管理的彰化縣政府決定從2024年4月15日到25日封橋10天，進行路面整修，並且向中央爭取2億元經費，對西螺大橋進行全面整修，以確保安全。

## 圖片

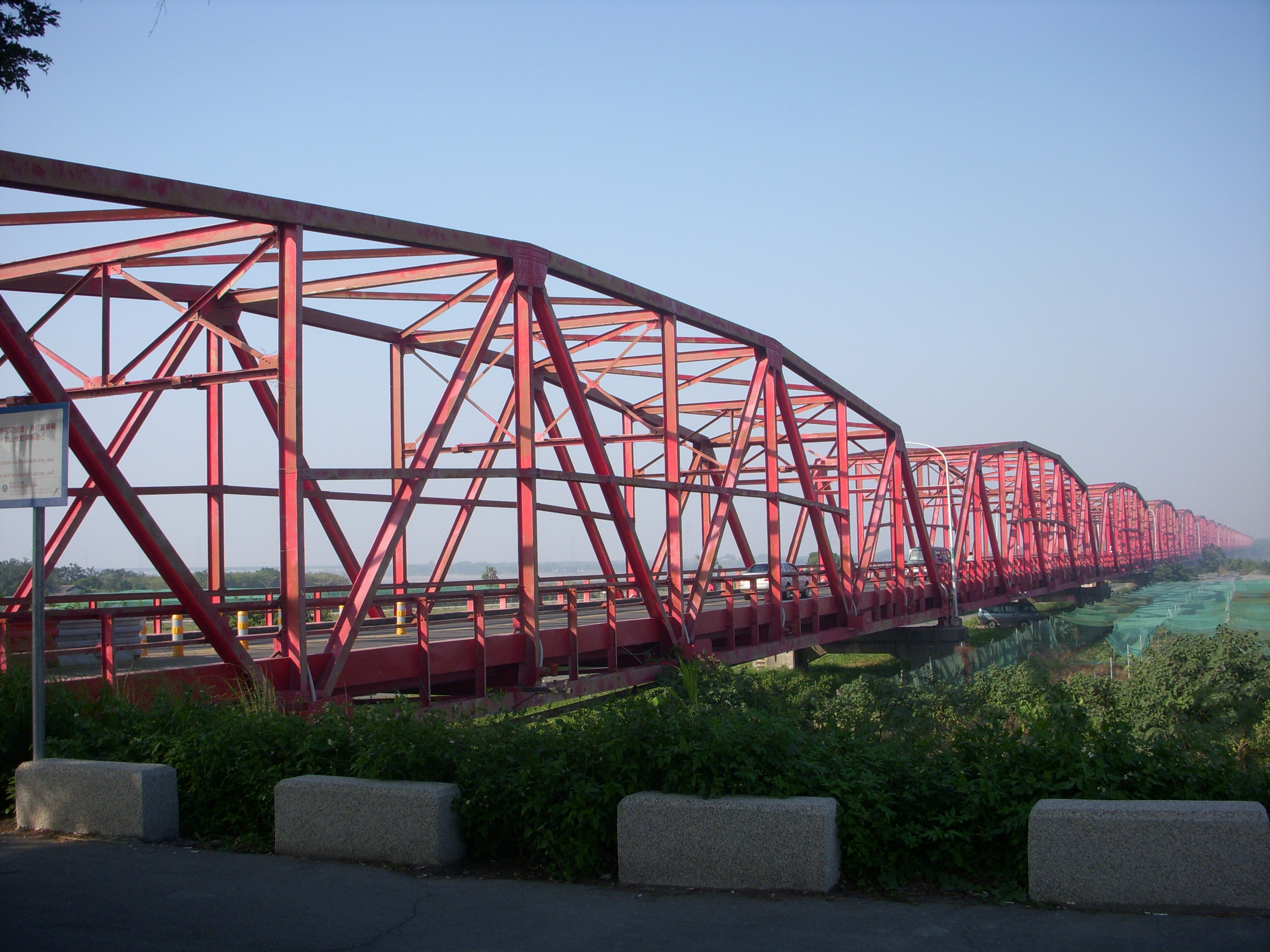
西螺大橋
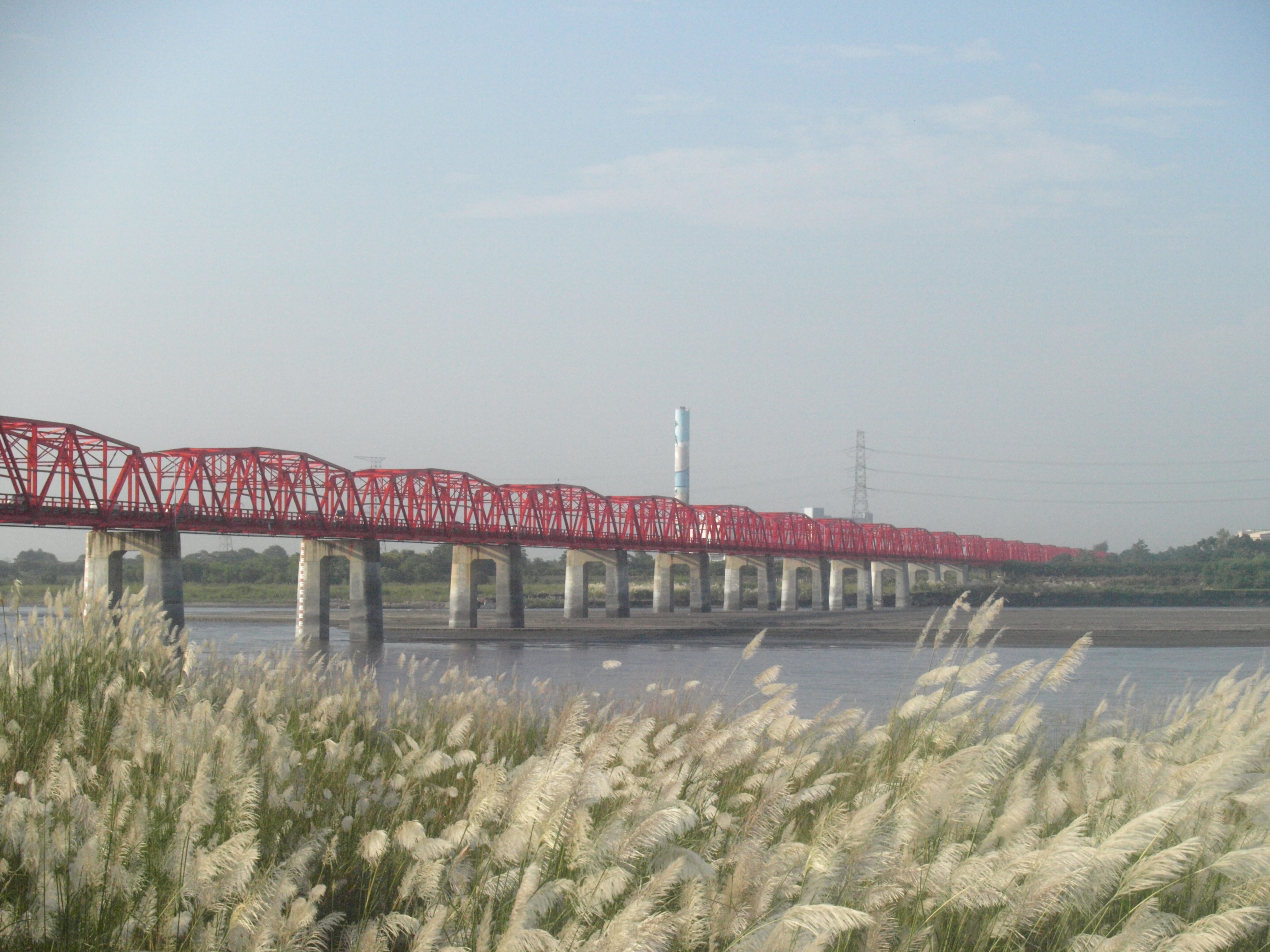
西螺大橋
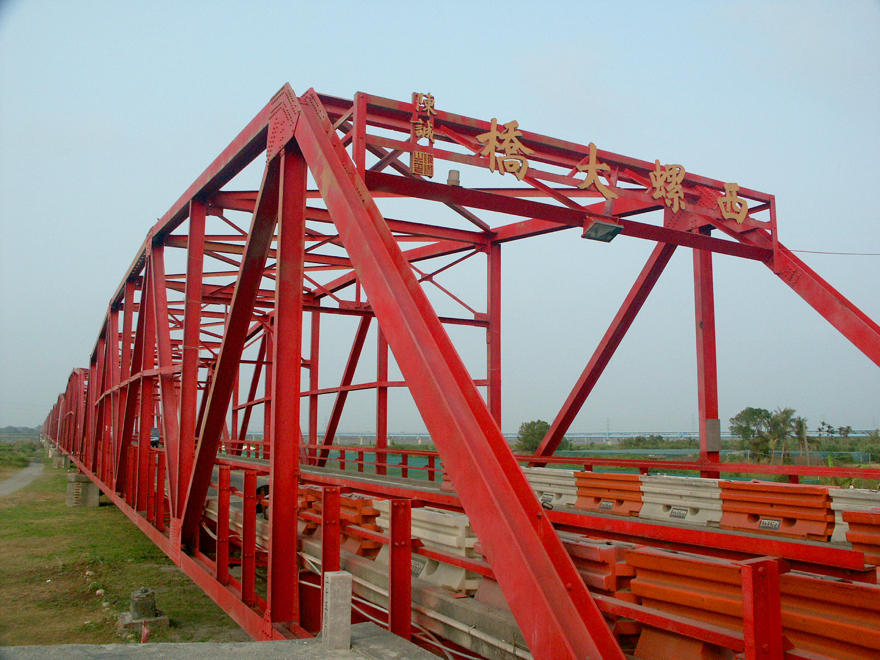
西螺大橋雲林端，攝於2005年
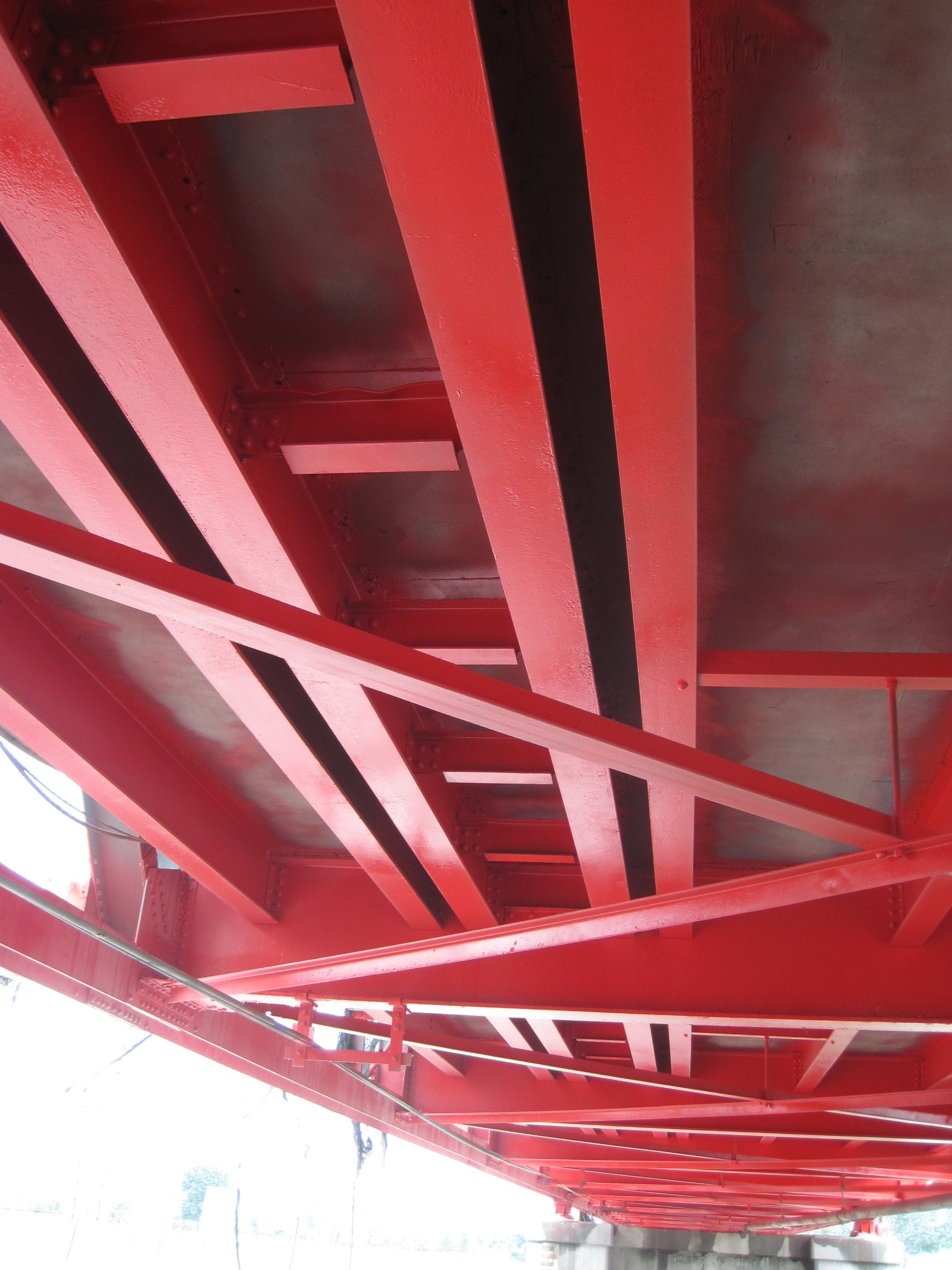
西螺大橋底部西側因應糖鐵經過所做的補強結構
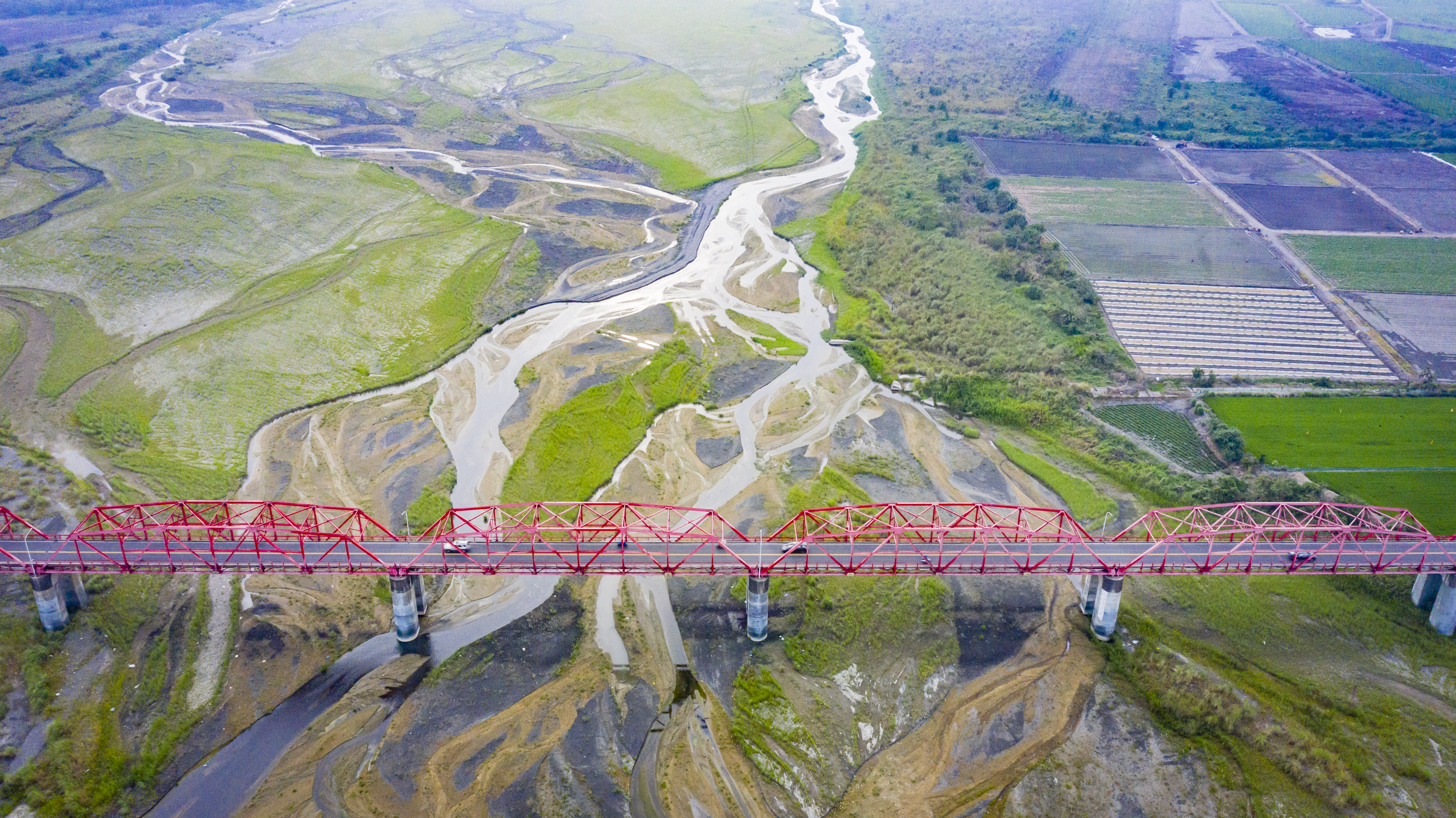
西螺大橋空拍照

## 軼聞
- 西螺大橋推手李應鏜。
- 雲林、彰化兩縣居民為橋名引起爭執，後來是沿用美國總統杜魯門在美國國會使用的英譯名，才稱為西螺大橋[22]。
- 在1963年和1968年發行的第一套橫式新臺幣10元鈔票正面皆印有西螺大橋圖像。
- 在2012年公路邦網站舉辦的網路票選中以1,057票獲選為臺灣公路八景之一[38]。
- 2013年西螺大橋通車60週年之際，中華郵政推出主題紀念郵票[39]。
- 在西螺端的橋頭，插有日本、中華民國及美國國旗，象徵該橋歷經了日治和戰後兩個時期、分別由這三國完成。
- 在西螺大橋完成前，跨越濁水溪下游（二水鼻子頭、林內觸口為界[8]）的陸橋，僅有臺鐵縱貫線鐵路濁水溪橋1座。而截至2020年則已有8座：臺鐵縱貫線（濁水溪橋）、縣道141號（彰雲大橋）、國道1號（中沙大橋）、省道台1線（溪州大橋）、縣道145號（西螺大橋）、臺灣高速鐵路、省道台19線（自強大橋）、省道台61線/台17線共線（西濱大橋）。